# Skandijum monosulfid
Skandijum monosulfid je hemijsko jedinjenje skandijuma i sumpora sa hemijskom formulom ScS. Mada njegova formula može da sugeriše da je ovo jedinjenje skandijuma(II), i.e. [Sc2+][S2−], verovatno je verodostojnije da se ScS opiše kao pseudo-jonsko jedinjenje, koje sadrži [Sc3+][S2−], pri čemu preostali elektroni zauzimaju provodni opseg čvrstog materijala.

## Struktura
Skandijum monosulfid poprima tip kristalne stukture natrijum hlorida.

## Sinteza
Skandijum monosulfid se može pripremiti zagrevanjem smeše metala skandijuma i sumpornog praha u odsustvu vazduha na 1150°C tokom 70 sati.
Sc + S → ScS